# 庫拉環

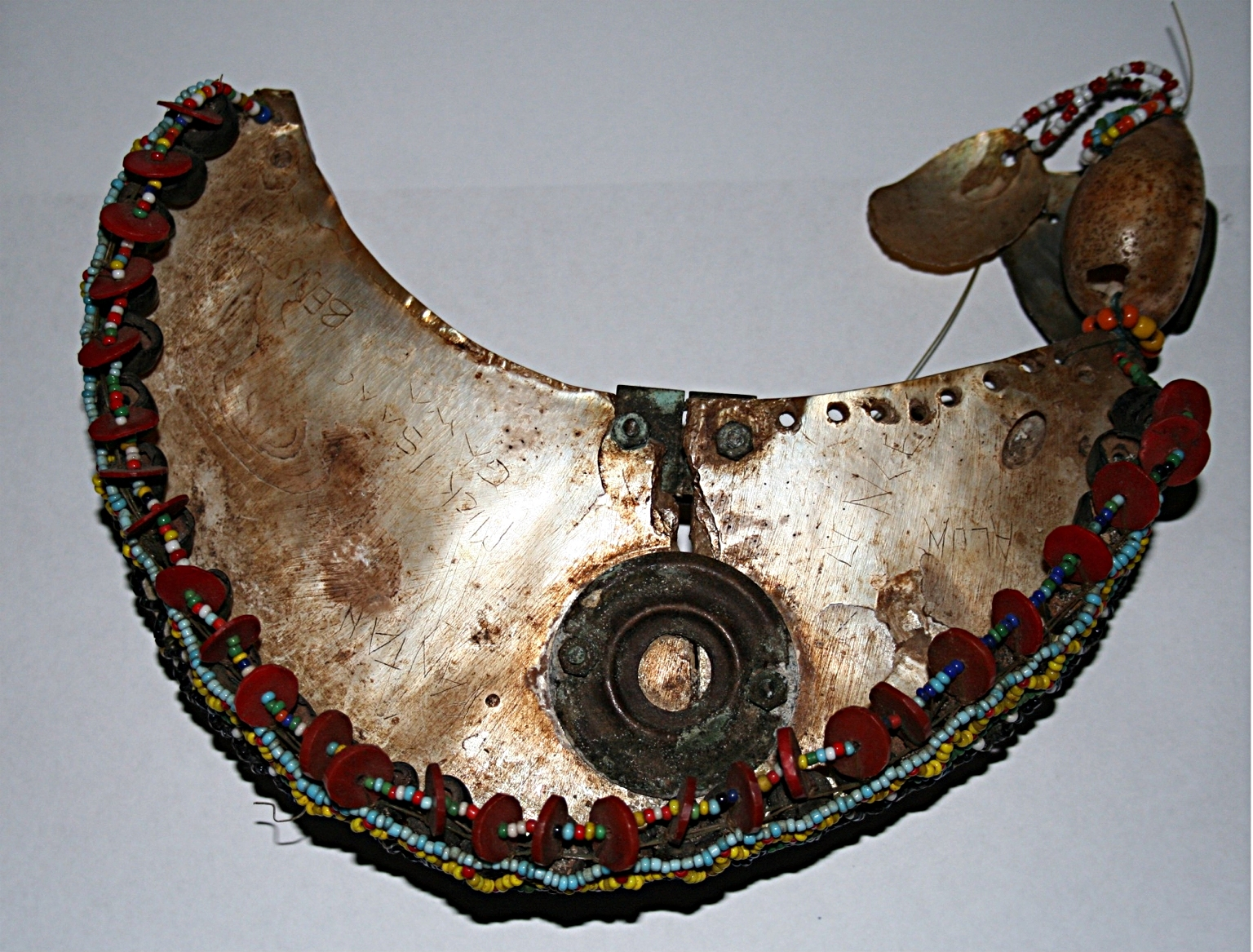
庫拉環的項鍊

庫拉環（Kula ring）是美拉尼西亞群島居民的一種交換回報制度，主要流行於巴布亞紐幾內亞的米爾恩灣省。
這個制度最早由英國人類學家布朗尼斯勞·馬凌諾斯基於《西太平洋的航海者》一書中記載。在米爾恩灣省的特罗布里恩群岛以及索羅門群島上，部落裡的居民會交換項鍊、貝殼手鐲等禮儀性物。兩者按不同方向流通，藉交換時的長途旅行和複雜儀式來穩定部落社會，社會身份和威望也由此產生。